# زوی دو تولدو
زوی دو تولدو (انگلیسی: Zoe de Toledo; ۱۷ ژوئیهٔ ۱۹۸۷ – ) ورزشکار روئینگ اهل بریتانیا بود.
وی در مسابقات کشوری و بین‌المللی در مجموع برندهٔ ۱ مدال طلا، ۱ مدال نقره شده‌است.